# Catus (Lot)
Catus is een gemeente in het Franse departement Lot (regio Occitanie). De plaats maakt deel uit van het arrondissement Cahors. Catus telde op 1 januari 2022 919 inwoners.

## Geografie
De oppervlakte van Catus bedroeg op 1 januari 2022 21,32 vierkante kilometer; de bevolkingsdichtheid was toen 43,1 inwoners per km².

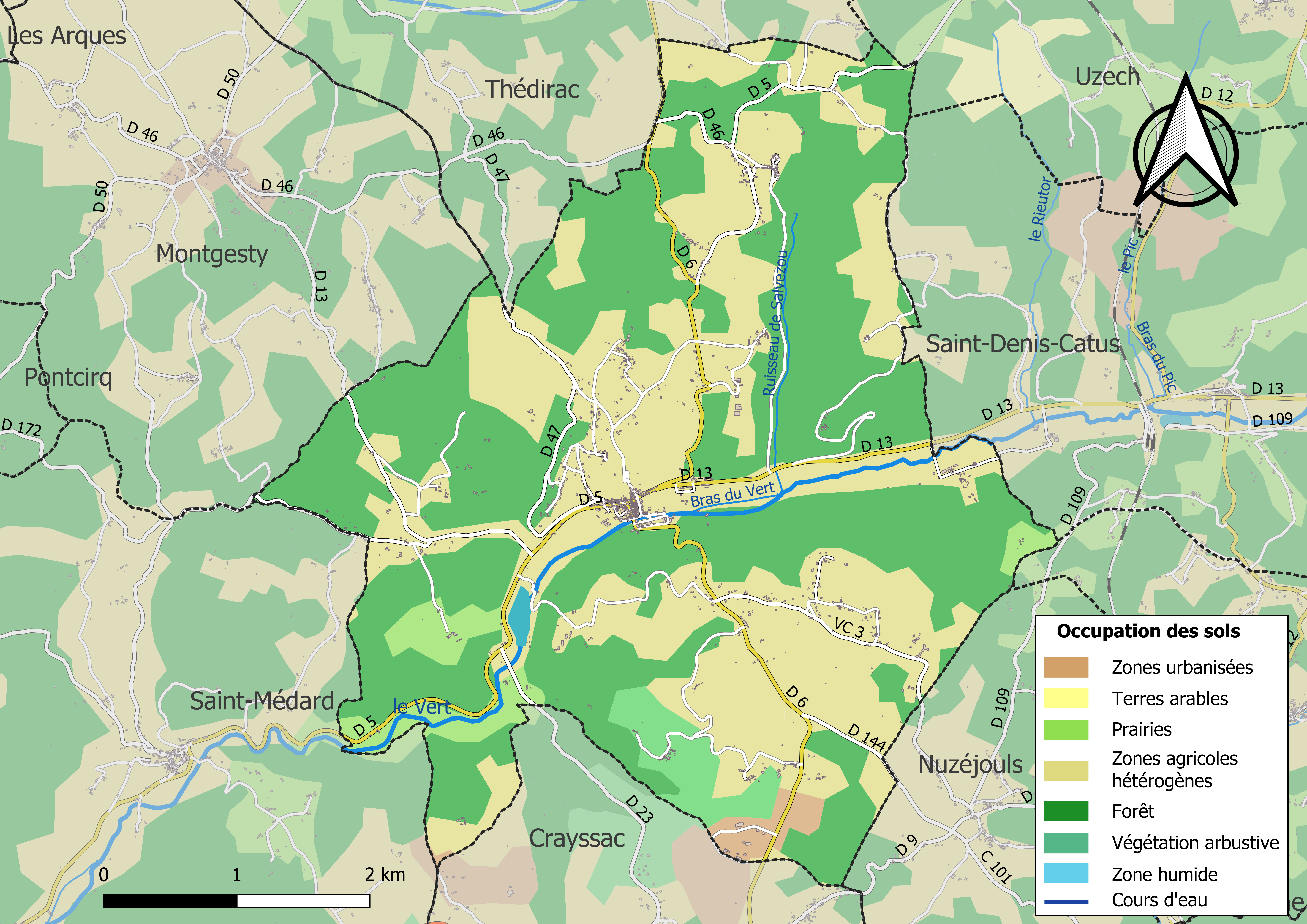
Kaart van de gemeente met de belangrijkste infrastructuur, bodemgebruik en omliggende gemeenten

## Demografie
Onderstaande figuur toont het verloop van het inwonertal (bron: INSEE-tellingen).